# Gewässergrund

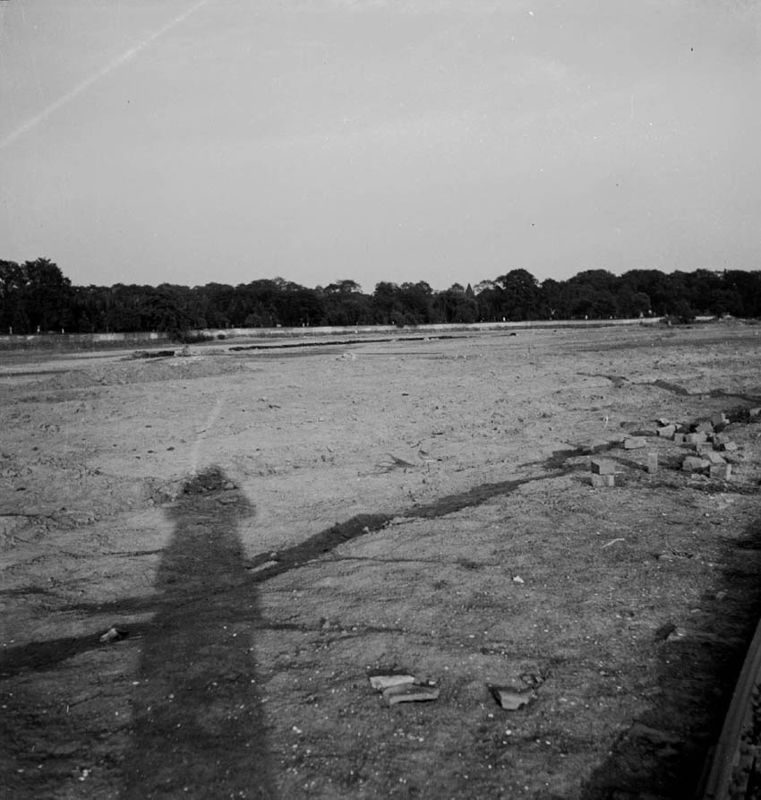
Grund des im Bau befindlichen Maschsees in Hannover;
im September 1935 mit dem Schatten des Fischereiwissenschaftlers Friedrich Schiemenz

Als Gewässergrund wird die Grenzfläche zwischen dem freien Wasserkörper eines Gewässers und dem das Gewässer unterlagernden und umgebenden, stark wassergesättigten Festkörper bezeichnet. Der Gewässergrund kann aus Festgestein („nacktem Fels“) bestehen oder aus einem Lockersediment (im Englischen dann auch als sediment-water interface bezeichnet). In der Ökologie zählt der Gewässergrund zu den Substraten, die bestimmten Lebewesen als Lebensraum dienen. Er ist in einem neu entstandenen aquatischen Ökosystem das erste und einzige Substrat, das für die Besiedlung zur Verfügung steht. Der im oder am Gewässergrund lebende Teil eines aquatischen Ökosystems wird Benthos genannt.
Der Gewässergrund ist von der Definition des Bodenbegriffs ausgenommen und fällt somit gesetzlich nicht unter das Bundes-Bodenschutzgesetz (BBodSchG). Der Gewässergrund ist vielmehr mittelbar durch das Wasserhaushaltsgesetz (WHG) geschützt.